# 倉吉大店会
倉吉大店会（くらよしだいてんかい）は、鳥取県倉吉市の打吹玉川伝建地区にある歴史的建造物。

## 概要
1908年（明治41年）に第三国立銀行倉吉支店として建造された建物。
複数の金融機関を経て、現在はカフェ、事務所として使用されている。

## 歴史
- 1908年（明治41年） - 第三国立銀行倉吉支店として竣工
- 1996年（平成8年）
  - 県民の建物100選に選定
  - 12月20日 - 登録有形文化財となる

## 周辺
- 大岳院